# 波特维尔 (纽约州)
波特维尔（英語：Portville）是美国纽约州卡特罗格斯县的一个镇，地处卡特罗格斯县的东南部，同时位于奥利安东南。2010年美国人口普查时，该镇有3730人。历史上该镇曾作为沿阿利根尼河运送木材等货物的港口，故得名（为英语港口之意）。